# Mameli - Il ragazzo che sognò l'Italia
Mameli - Il ragazzo che sognò l'Italia è una miniserie televisiva biografica liberamente ispirato alla vita di Goffredo Mameli, poeta, patriota e autore del testo de Il Canto degli Italiani, inno nazionale della Repubblica italiana.
La miniserie è stata trasmessa in prima visione e in prima serata su Rai 1 il 12 e 13 febbraio 2024.

## Trama

### Episodio 1
1849. La penisola italiana è divisa. A nord dominano gli austriaci nel Regno Lombardo-Veneto e i Savoia nel Regno di Sardegna. Nello Stato Pontificio regna Pio IX, l'ultimo Papa Re. A sud il trono del Regno delle Due Sicilie è dei Borbone.
Genova, 1847. Il ventenne Goffredo Mameli in quel periodo compone poesie e canti militari e frequenta la marchesina Geronima Ferretti scontrandosi con padre Sinaldi, l’uomo che protegge i Ferretti dopo la morte del padre della ragazza, il quale convince la marchesa Luisa Ferretti a respingere il ragazzo ritenuto un sovversivo. Goffredo convince Geronima a scappare insieme e lei accetta anche perché la madre e Sinaldi vogliono darla in sposa a un vecchio marchese. Tuttavia Geronima viene portata in una chiesa in tutta fretta per sposare il marchese e così lei decide di suicidarsi sull’altare poco prima dell’arrivo di Goffredo.
Nervi, un mese dopo. Goffredo per puro caso davanti a casa salva la vita in mare a Nino Bixio il quale lo prende in simpatia e lo porta alle riunioni della Società Entelema, un’associazione che si occupa di temi storici e di cui fanno parte anche altri sovversivi tra i quali Gerolamo Boccardo, Stefano Castagnola e Giacomo Parodi.
- Ascolti: telespettatori 4 247 000 – share 23,5%.[3]

### Episodio 2
Goffredo inizia a scrivere poesie per il gruppo, e arriva a comporre il Canto degli italiani che verrà musicato da Michele Novaro.
1848. Mameli con Bixio e gli altri organizza una grande manifestazione spacciata per una processione al santuario dell’Oregina alla quale prendono parte circa 30.000 persone; Mameli e gli altri vengono arrestati ma vengono liberati grazie all’intervento di Giorgio, padre di Goffredo. Poco dopo il gruppo, finanziato da Raffaele Rubattino e Bianca Rebizzo, parte per Milano per partecipare alla rivolta contro gli austriaci. Ai volontari genovesi viene chiesto di incalzare gli austriaci a Pozzolo, e nello scontro Giacomo Parodi viene ucciso.
- Ascolti: telespettatori 4 247 000 – share 23,5%.[3]

### Episodio 3
Tornati a Genova dopo l’armistizio di Salasco, Mameli, deluso, torna all’università ma un giorno all’uscita viene avvicinato da Giuseppe Mazzini che gli chiede di mettersi a scrivere per un giornale. Quando poi,  durante una protesta davanti al palazzo del Governatore, i Carabinieri uccidono il suo amico Francesco Castiglione, parte la caccia alla spia e i sospetti ricadono su Boccardo quando in realtà a essere un infiltrato è Carlin Repetto. Si riaccende in Goffredo lo spirito rivoluzionario e invano cerca di convincere il padre a intervenire contro gli austriaci a Venezia. Un giorno alla locanda del porto frequentata dal gruppo si presenta Giuseppe Garibaldi, il quale arruola i ragazzi per raggiungere Roma dopo la partenza di Pio IX.
22 dicembre 1848. Mameli e gli altri arrivano a Roma accolti dalla folla. 
- Ascolti: telespettatori 3 310 000 – share 19%.[4]

### Episodio 4
Roma, 9 gennaio 1849. Durante l’assemblea costituente della Repubblica Romana si discute anche del diritto di voto per le donne, tema sollevato da Adele Baroffio per la quale Mameli inizia a nutrire dell’interesse. Repetto convince Mameli e gli altri a tornare a Genova nonostante il parere contrario di Mazzini perché Carlo Alberto di Savoia ha abdicato mandando la città nel caos. Il gruppo durante il viaggio si imbatte negli uomini del generale Modane ma riesce a scappare quando Bixio prende in ostaggio Carlin Repetto, figlio del militare; il ragazzo racconta che è stato costretto a venderli ai francesi i quali vogliono riportare il Papa a Roma e decide di suicidarsi.
Genova, aprile 1849. La città è messa ferro e fuoco e i ragazzi decidono di tornare a Roma, minacciata dalle truppe francesi. Nel frattempo sbarca a Civitavecchia un corpo di spedizione francese guidato dal generale Nicolas Oudinot, ma Garibaldi e i suoi riescono ad avere la meglio. Mazzini ha intenzione di incontrare l’ambasciatore francese per trovare un accordo. I Borbone iniziano ad attaccare da sud ma vengono sconfitti il 9 maggio a Palestrina. Successivamente Mameli rimane ferito e gli viene amputata una gamba; nonostante ciò, muore in ospedale a seguito della gangrena.
- Ascolti: telespettatori 3 310 000 – share 19%.[4]

## Personaggi e interpreti

### Principali
- Goffredo Mameli, interpretato da Riccardo De Rinaldis Santorelli.
- Nino Bixio, interpretato da Amedeo Gullà.
Amico e compagno di battaglia di Mameli.
- Giacomo Parodi, interpretato da Marco Gualco.
Compagno di Mameli ucciso dagli austriaci a Pozzolo.
- Stefano Castagnola, interpretato da Riccardo Maria Manera.
Compagno di Mameli
- Gerolamo Boccardo, interpretato da Domenico Pinelli.
Compagno di Mameli.
- Francesco Castiglione, interpretato da Gianluca Zaccaria.
Amico di Goffredo ucciso dai Carabinieri davanti al palazzo del Governatore di Genova.
- Geronima Ferretti, interpretata da Barbara Venturato.
Fidanzata di Goffredo.
- Gilda, interpretata da Giorgia Gambuzza.
Amica di Goffredo.
- Adelaide Zoagli Mameli, interpretata da Isabella Briganti.
Madre di Goffredo.
- Bianca De Simoni Rebizzo, interpretata da Susy Del Giudice.
Amica di famiglia dei Mameli e finanziatrice di Mameli.
- Raffaele Rubattino, interpretato da Paolo Bernardini.
Uno dei finanziatori di Mameli.
- Governatore, interpretato da Massimo Mesciulam.
- Marchesa Luisa Ferretti, interpretata da Lucia Mascino.
Madre di Geronima.
- Generale Modane, interpretato da Sebastiano Somma.
Complice di Sinaldi.
- Padre Sinaldi, interpretato da Luca Ward.
Protettore dei Ferretti.
- Giorgio Mameli, interpretato da Neri Marcorè.
Padre di Goffredo.
- Carlin Repetto, interpretato da Giovanni Crozza Signoris.
Camallo del porto di Genova che partecipa alle manifestazioni organizzate da Mameli.
- Armida, interpretata da Piera Russo.
Locandiera del porto di Genova.
- Adele Baroffio, interpretata da Chiara Celotto.
Fidanzata di Goffredo a Roma.
- Giuseppe Mazzini, interpretato da Pier Luigi Pasino.
Una delle menti della Repubblica Romana che vede del potenziale in Mameli.
- Carlo Armellini, interpretato da Maurizio Donadoni.
Ministro dell'Interno uscente che formerà il triumvirato della Repubblica Romana con Mazzini e Saffi.
- Professore di Mameli, interpretato da Enrico Bonavera.
- Ciceruacchio, interpretato da Ricky Memphis.
Patriota che combatte insieme a Garibaldi per la Repubblica Romana.
- Giuseppe Garibaldi, interpretato da Maurizio Lastrico.
L'eroe dei due mondi arruola Mameli e i suoi compagni per raggiungere Roma e combattere per la Repubblica Romana.
- Padre di Castiglione, interpretato da Sax Nicosia.

### Secondari
- Carabiniere, interpretato da Massimo De Santis.
- Nicolas Oudinot, interpretato da Gualtiero Burzi
- Netta, interpretata da Alyssa Libonati.
- Soldato francese, interpretato da Massimo Martufi.
- Patriota italiano, interpretato da Davide Borrello.

## Produzione
Le riprese sono iniziate il 31 maggio 2023 a Genova e lì sono proseguite per circa due settimane, prevalentemente nel centro del capoluogo e a Santa Margherita Ligure. Successivamente la produzione si è spostata a Torino per altre scene in esterna, e infine a Roma per la maggior parte delle scene al chiuso. Le riprese sono terminate ad agosto dello stesso anno.

## Altri media
Dalla miniserie è tratto il romanzo Mameli. Un grande romanzo storico sull'Inno che fece l'Italia, scritto da Giulio Leoni ed edito da Rai Libri.